# Grauwe kiekendief
De grauwe kiekendief (Circus pygargus) is een roofvogel uit de familie der havikachtigen (Accipitridae). De wetenschappelijke naam van de soort werd als Falco pygargus in 1758 gepubliceerd door Carl Linnaeus.

## Kenmerken

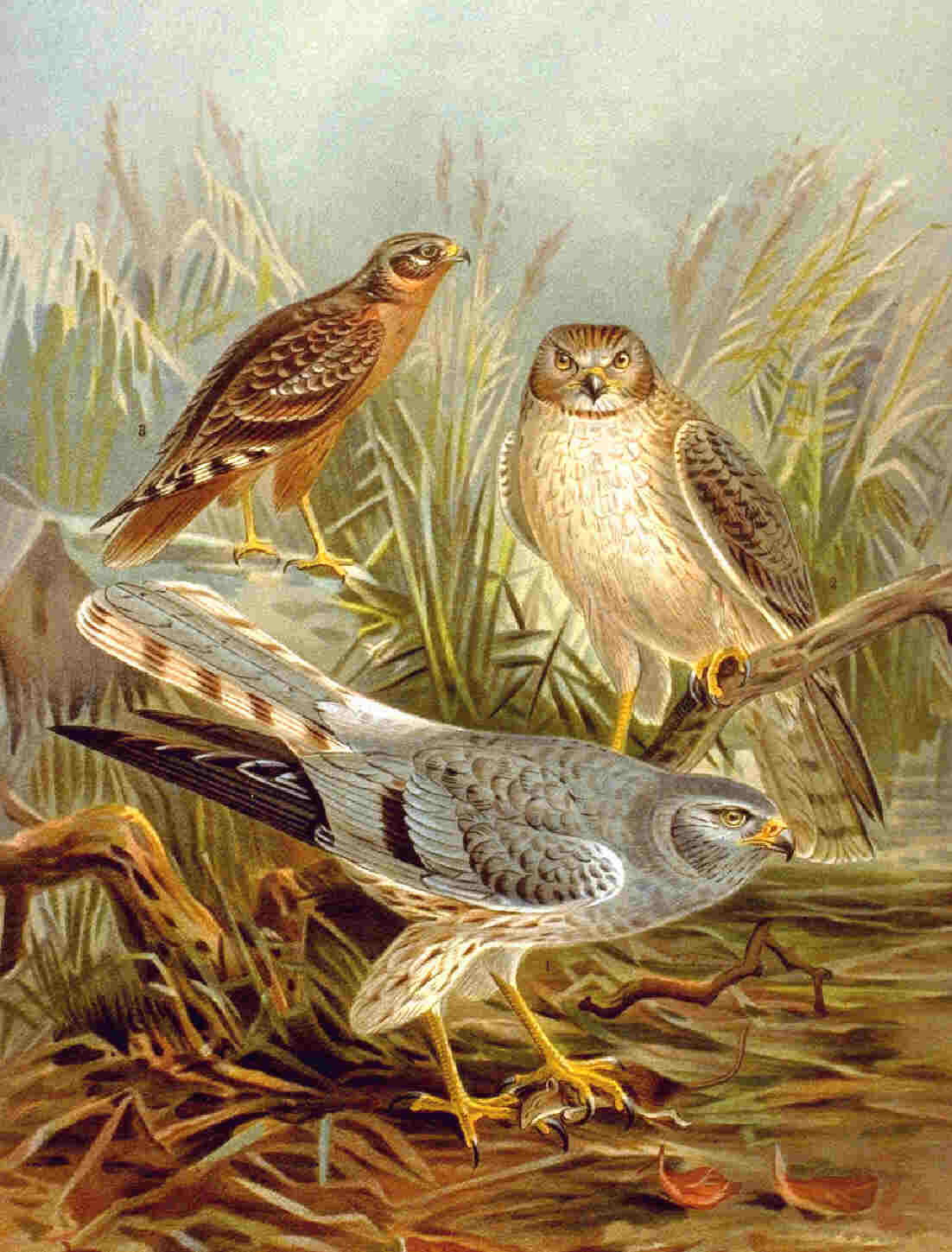
Circus pygargus (1899), Naturgeschichte der Vögel Mitteleuropas

Een volwassen vrouwtje is circa 45 centimeter groot, het mannetje blijft iets kleiner, tot 38 centimeter. Het mannetje is grijs en heeft een gestreepte onderkant. Het vrouwtje is bruin. De leefomgeving, het gedrag en de broedgewoonten zijn vrijwel identiek aan die van de blauwe kiekendief. De grauwe kiekendief is echter slanker, en in de vlucht valt meteen de veel grotere beweeglijkheid en wendbaarheid op.

## Verspreiding
De grauwe kiekendieven komt als broedvogel in bijna geheel Europa voor, met uitzondering van het noorden van het Verenigd Koninkrijk, Ierland en Griekenland. De grootste populaties worden gevonden in Rusland (35.000), Frankrijk (4000) en Spanje (3000). In Nederland zijn er enkele tientallen broedparen, in België één tot drie. In de winter trekt de grauwe kiekendief naar Afrika.
De grauwe kiekendief is oorspronkelijk een vogel van veengebieden, riviergebieden en natte hooilanden, in Nederland ook van natte duinen. Dit biotoop is door toedoen van de mens steeds kleiner geworden. De grauwe kiekendief broedt tegenwoordig meestal in landbouwgebieden, genoemd worden velden met (winter)gerst, (winter)tarwe, luzerne, koolzaad en bosaanplant. De verschuiving naar broeden in landbouwgewassen is een recente ontwikkeling die vanaf circa 1980 in heel Europa is waargenomen.
De overgang naar broeden in landbouwgebieden heeft de nesten en jongen van de grauwe kiekendief zeer kwetsbaar gemaakt voor landbouwmachines. Daarom bestaat er in vrijwel heel Europa een programma voor nestbescherming. Hierbij worden de nesten gemarkeerd met bamboestokken en wordt er een schrikdraad tegen vossen en verwilderde katten om het nest gespannen. Tellingen hebben uitgewezen dat dit een behoorlijk positief effect heeft, het aantal uitvliegende jongen wordt door nestbescherming meer dan verdubbeld. tegelijkertijd lijkt het er op dat deze nestbescherming onontbeerlijk is voor het behoud van de Europese populatie van de grauwe kiekendief.

## Broedvogel in Nederland
Tot 1950 werd het aantal broedparen in Nederland op 500-1000 geschat, maar daarna ging het bergafwaarts. In de jaren zeventig was er een opleving die werd veroorzaakt door de drooglegging van de Flevopolders. Ook in het in 1969 drooggelegde Lauwersmeer werden enkele broedparen waargenomen. Begin jaren 80 vormden de Flevopolders echter geen geschikte biotoop meer doordat de bosaanplant te groot werd en door de toename van intensieve landbouw. Eind jaren 80 was de grauwe kiekendief als broedvogel vrijwel uit Nederland verdwenen. Vanaf 1990 namen de broedgevallen van grauwe kiekendief in Oost-Groningen opvallend toe. Dit bleek het gevolg van het op grote schaal braak leggen van landbouwgrond in die regio, wat weer het resultaat was van een EU-maatregel: de zogenaamde MacSharry-regeling. In de jaren daarna, ook toen de braaklegging verminderde, bleef de grauwe kiekendief als broedvogel in Groningen aanwezig. In 2000 werden daar bijvoorbeeld 31 broedparen geteld, naast 14 elders in Nederland. In 2016 werd de grauwe kiekendief door de provincie Groningen benoemd tot 'Soort van Groningen'.
De snelle toename van het aantal grauwe kiekendieven in Nederland in de periodes van de Flevopolder en Oost-Groningen kan niet verklaard worden door natuurlijke aanwas uit Nederland. Daarom wordt verondersteld dat de Nederlandse populatie niet op zichzelf staat, maar onderdeel is van een Deens-Duits-Nederlandse populatie van in totaal circa 300 broedparen.

## Nederlandse en Vlaamse Rode Lijst
De grauwe kiekendief staat als ernstig bedreigd op de Nederlandse Rode Lijst en Vlaamse Rode Lijst, hoewel de soort nog als niet bedreigd op de internationale Rode Lijst van de IUCN staat. Hiervoor zijn verschillende redenen. Allereerst de enorme afname in Nederland tussen 1900 en 1980 met een factor 30, met een absoluut minimum rond 1985. Van de 45 paar die er in 2000 in Nederland weer broedden, zat 69% in Oost-Groningen, dus afhankelijk van nestbescherming en een gril van de Europese landbouwpolitiek. De vogel blijft als broedvogel bedreigd omdat grote oppervlaktes heide, stuifzanden en hoogvenen zijn verdwenen, het landschap is versnipperd en ook door habitatvernietiging in de overwinteringsgebieden.
Grauwe kiekendieven overwinteren in de Sahel waar sprinkhanen hun belangrijkste voedselbron zijn. Door ontbossing, overbegrazing en droogteperiodes in de Sahel zijn er minder sprinkhanen en concentreren de kiekendieven zich in grote aantallen op plaatsen waar nog voedsel is. Ze moeten dan meer vlieguren maken om aan de kost te komen, wat kan leiden tot een minder goede conditie en sterfte tijdens de voorjaarstrek. De effecten op overleving en reproductie van de grauwe kiekendief op langere termijn worden onderzocht.
In 2016 werd er in Vlaanderen een soortenbeschermingsprogramma voor de soort goedgekeurd, die richtlijnen bevat voor de inrichting en het beheer van geschikt leefgebied.

## Voedselkeuze
De grauwe kiekendief is een opportunist wat betreft voedselkeuze. In goede muizenjaren bestaat tot 74% van het voedsel uit muizen. Daarnaast staan er vooral zangvogels op het menu, afgewisseld met insecten en amfibieën en hagedissen.

## Galerij

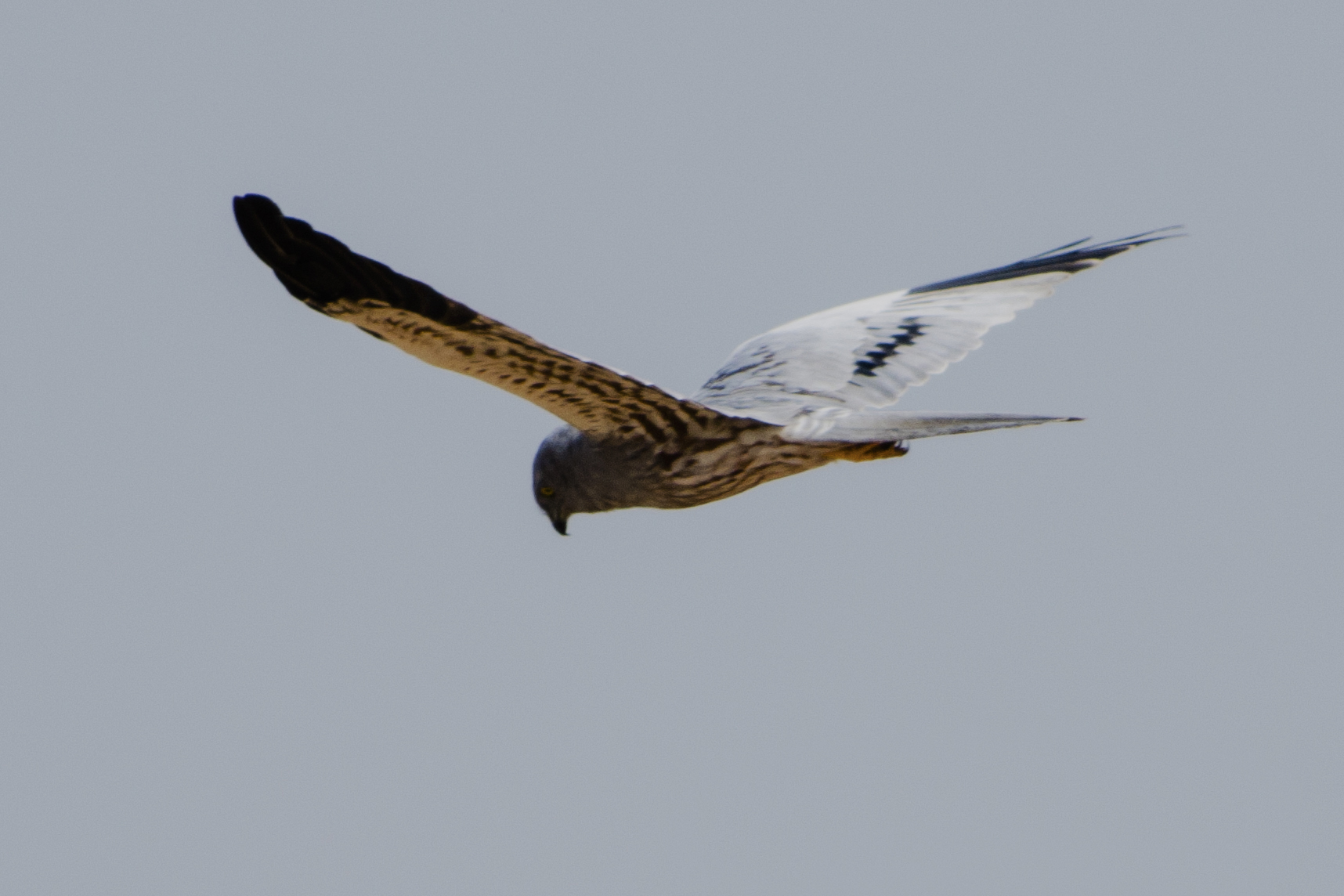
Zwevend mannetje
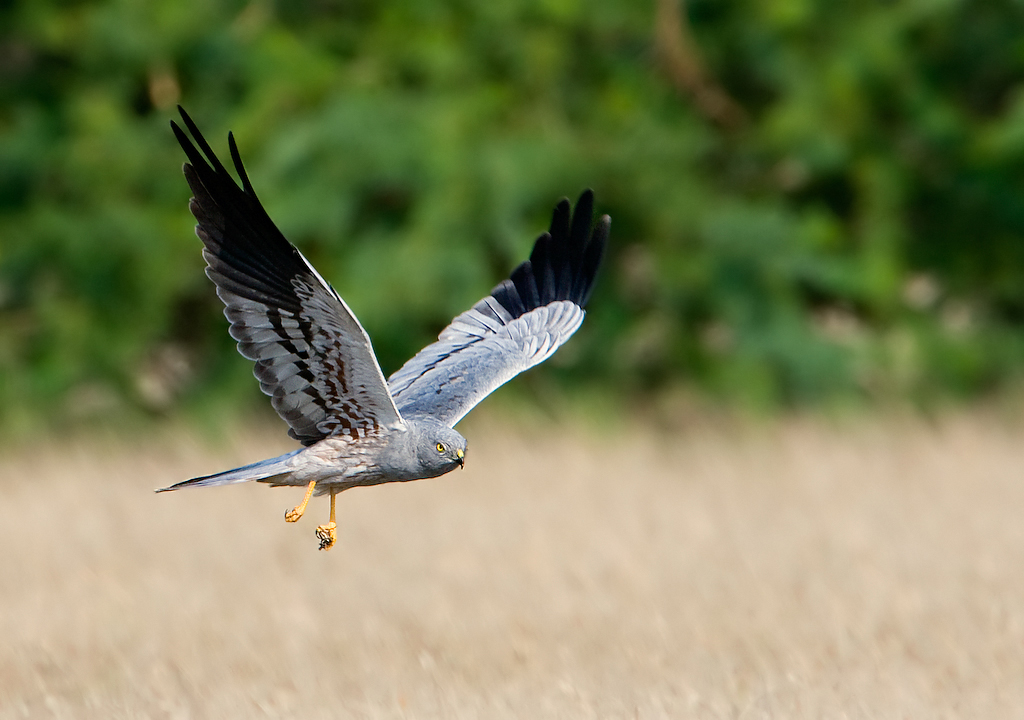
Mannetje in vlucht
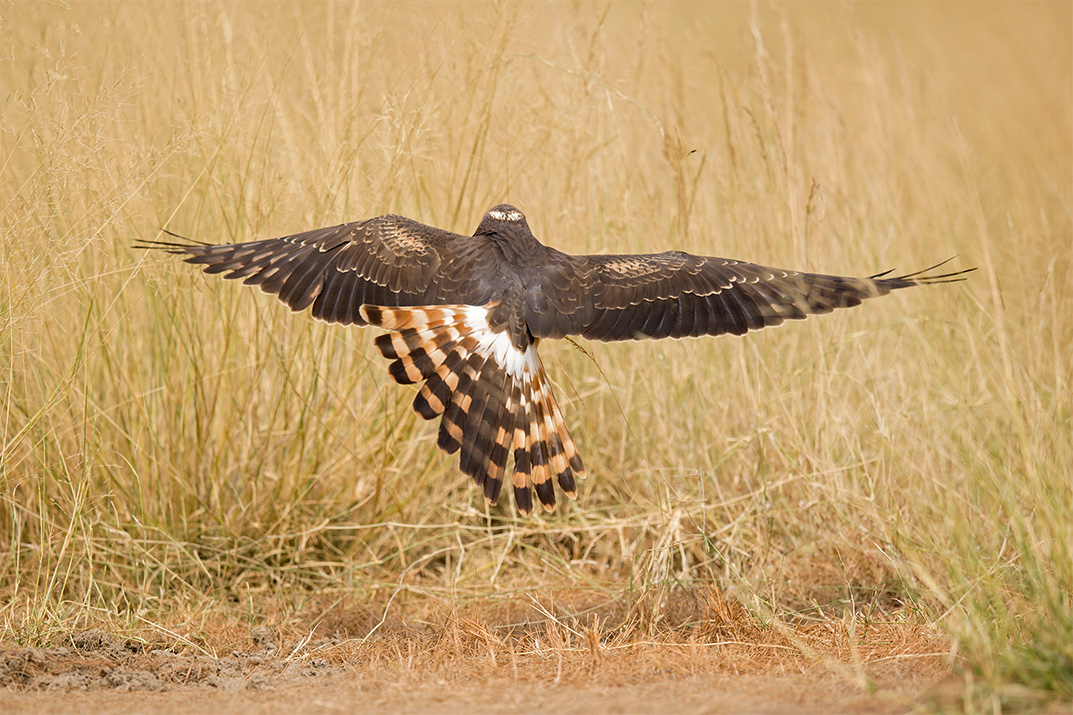
Vrouwtje in vlucht
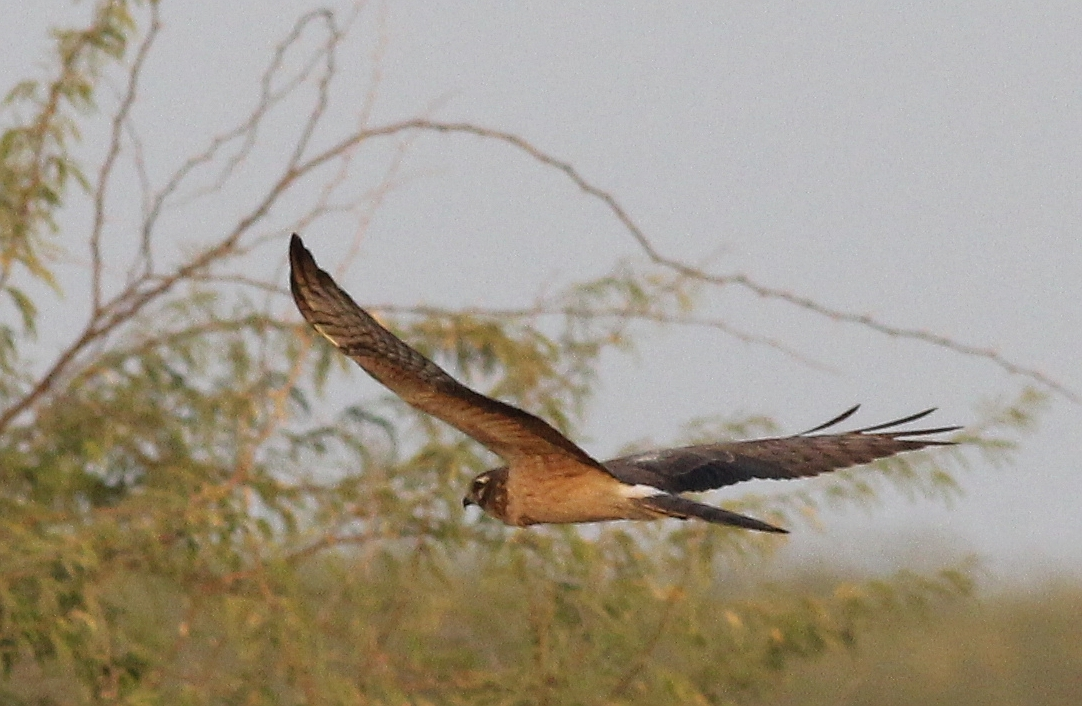
Vrouwtje